# Чиракът на тигъра (филм)
„Чиракът на тигъра“ (на английски: The Tiger's Apprentice) е американски анимационен фентъзи филм от 2024 г., базиран на едноименния роман, написан от Лорънс Йеп през 2003 г. Продуциран е от „Парамаунт Анимейшън“ и „Джейн Старц Продъкшънс“, режисьор е Раман Хюи, сценарият е на Дейвид Магий и Кристофър Йост и озвучаващият състав се състои от Брандън Су Ху, Хенри Голдинг, Луси Лиу, Сандра О и Мишел Йео. Музиката е композирана от Стийв Яблонски. Световната премиера на филма се състои в Лос Анджелис на 27 януари 2024 г. и излиза в стрийминг платформата „Парамаунт+“ на 2 февруари 2024 г.